# 光化门站 (西安市)
光化门站是西安地铁8号线的一座车站，位于中华人民共和国陕西省西安市莲湖区大兴东路与桃园北路交叉口。车站因临近唐长安城光化门旧址得名。

## 车站结构
光化门站为地下二层岛式站台车站。
| 地面              | 出入口 | A、B、D出入口                                                                                     |
| 地下一层          | 站厅   | 客务中心、自动售票机、长安通自助机                                                                |
| 地下二层          | 站台   | \| \| \| █ 8号线外环（白家口） \| \| 島式 · 開左邊车门 \| \| \| \| \| \| █ 8号线内环（景曜门） \| |
|                   |        | █ 8号线外环（白家口）                                                                             |
| 島式 · 開左邊车门 |        |                                                                                                   |
|                   |        | █ 8号线内环（景曜门）                                                                             |

## 公共艺术
光化门站是8号线的重点设计车站之一，以“琵琶弦上说白杨、唱得梨园绝代声”为设计主题。车站附近有三大地名，分别是小白杨、梨园和光化门。因北邻唐代梨园遗址，车站提取戏曲琵琶和梨园梨花作为空间设计元素，结合单柱拱顶的结构型式，柱面天花一体化设计手法，融合光、电效果分别以节假日模式、平日模式、节能模式使乘客徜徉在梨花的海洋中，营造载歌载舞的梨园戏曲文化空间。

## 出入口
本站共设有3个出入口。
|      |                                        |      |
| 编号 | 指示                                   | 图片 |
| A    | 大兴东路（北）、桃园北路（西）         |      |
| B    | 大兴东路（南）、桃园北路（西）         |      |
| D    | 桃园北路（东）、大兴东路（北）、永安路 |      |

## 历史
本站在建设时称作小白杨站。
- 2024年12月26日，车站随8号线通车启用[5]。